# Simon Plum
Simon Plum (født februar 1948) er en dansk filmfotograf og filminstruktør.

## Biografi
Simon Plum er tredje søn af fysioterapeut Margrethe Plum og arkitekt Harald Plum. 
Plum gik de første fem år i Øverød Skole og derefter på den nybyggede Vangebo Skole, indtil 10. klassetrin, som afsluttedes med en realeksamen i 1964. Plum gik derefter i lære som bygningssnedker i firmaet Johannes Madsen og søn, med henblik på senere at uddanne sig til arkitekt. Efter svendebrev i maj 1968 foretog Plum en udlandsrejse med fotografiapparat til især London, som blev en inspiration for meget af hans senere virke. Plum oprettede i efteråret 1968 et lille kollektiv med venner og kærester i et tre etagers byggeforenings hus i Heisesgade 28 i Svanemøllen. Her mødtes venner og kunstnere og arbejdede med tekstildesign, foto, musik og film. 
Plum dannede par med tekstilkunstneren og skolelæreren Pia Hein i maj 1976. Pia Hein havde fra et tidligere forhold datteren Stine Hein født september 1974 og fødte i april 1977 datteren Eva Hein Plum og datteren Marie Hein Plum i februar 1984. 

## Karriere
I foråret 1972 stiftede Plum sammen med en fotografven filmselskabet Film & Lyd, som i begyndelsen arbejdede med fast billedfotografi til bl.a. Hvalsøspillemændene og eksperimental film i samarbejde med Det Danske Filminstituts nystartede Workshop i Lyngby. Kollektivet flyttede i 1973 til stort hus på Skovvej 7 i Gentofte, hvor aktiviteterne udvikledes yderligere. Samtidig med istandsættelser af ejendommen, produceredes den første, større dokumentarfilm om alternativ energi, som svar på oliekrisen i 1973. Det blev til dokumentarfilmen Naturlig energi, der som måske den første film i verden beskrev vindenergiens og solenergiens muligheder, og som blev et økonomisk fundament idet den solgte til TV i mange lande og blev begyndelsen til en meget lang række af film igennem de påfølgende godt 25 år. 
Plum blev uddannet som filmfotograf på Den Danske Filmskole i Store Søndervoldstræde på Christianshavn i årene 1976-79. Plum arbejdede derefter både med filmfotografiet og med at udvikle filmselskabet Film & Lyd i samarbejde med 4 medejere. Film & Lyd flyttedes i 1983 til nye lokaler i Bredgade 63 A i København, hvor det forblev indtil 1997, hvor nye lokaler på Enigheden ved Lygten i Nord Vest kvarteret blev indtaget. Plum afhændede senere Film og Lyd til nye ejere og trådte endeligt ud af Film & Lyd i 2002.
En film for Danida instrueret af Plum selv om vandforsyning i Tanzania, Maji betyder Vand, førte i 1983 Plum til Afrika for første gang. Afrika blev siden et yndet mål for Plums filmarbejde, som efterhånden førte ham til alle kontinenter.  
I samarbejde med filminstruktøren Lise Roos fotograferede Plum en række TV-dokumentarer 1994-97. 
Et efterfølgende samarbejde med den unge filminstruktør Anders Østergaard førte til en række dokumentarfilm, der fik stor bevågenhed og vandt priser i ind og udland. Blandt filmene kan nævnes
Malaria! fra 2002, der beskrev en alvorlig sygdom som medicinalindustrien ikke viser interesse for, filmen Tintin og mig om Hergé fra 2003, og filmen om Gasolin' fra 2006, der havde premiere i 41 biografer i hele landet (det hidtil største antal premierebiografer for en dokumentarfilm i Danmark) og et lanceringsbudget på 1,25 mio. kr. (også det højeste nogensinde til en dokumentarfilm).  Filmen Burma VJ om munkenes opstand i Burma i 2007 gik verden rundt og modtog mere end 50 priser samt en Oscarnominering.
Et samarbejde med filminstruktøren Mette Knudsen førte i 2006 til dokumentarfilmen Den hemmelige smerte, der beskrev kvindelig omskæring (kønslemlæstelse) i Sierra Leone.
Plum fungerede som formand for Dansk Filmfotograf Forbund (DFF) i årene 1983-91.

## Hæder
- 2005 Dansk Filmfotograf Forbunds ‘Klukpris’[8]

## Filmografi
| Novellefilm - 1993 Min elskede, Instr. Carsten Rudolf - 1992 Strudsen, Instr. Lise Roos - 1991 Marias valg, Instr. Elisabeth Rygaard - 1989 Hvor lidt er for meget, Instr. Ole Henning Hansen - 1988 Med en smule hjælp, Instr. Ole Henning Hansen Kort- og dokumentarfilm - 2008 Naturröstens hemlighet/Alice Babs – Swing it!, Instr. Lasse Zackrisson - 2008 Så kort og mærkeligt livet er, Instr. Anders Østergaard - 2008 Burma VJ: Reporter i et lukket land, Instr. Anders Østergaard - 2006 Den hemmelige smerte, Instr. Mette Knudsen - 2006 Gasolin', Instr. Anders Østergaard - 2006 Fedt, Instr. Ebbe Nyvold - 2005 Svineriget, Instr. Ebbe Nyvold og Christian Schou - 2003 Tintin et moi, Instr. Anders Østergaard - 2002 Den store vandforsyning, Instr. Simon Plum - 2001 Fra asken i ilden, Instr. Anders Østergaard - 2000 Malaria!, Instr. Anders Østergaard - 1997 Djævelens jernbane, Instr. Simon Plum - 1996 Gensyn med Johannesburg, Instr. Anders Østergaard - 1996 Hold 3 på TV-Avisen, Instr. Simon Plum - 1993 Imagine Denmark, Instr. Michael Olsen og Thomas Gammeltoft - 1992 Stolemageren Hans J. Wegner, Instr. Lise Roos - 1990 På kryds & finér, Instr. Ole Henning Hansen - 1990 De dyre dråber, Instr. Jan Larsen og Simon Plum - 1990 Kolonihaven, Instr. Lise Roos - 1989 Skoven der forsvandt, Instr. Lars Brydesen - 1989 Ben Webster: The Brute and the Beautiful (uk) (co-foto), Instr. John Jeremy - 1988 En vis risiko, Instr. Jan Larsen - 1986 Den grønne skraldespand, Instr. Lars Brydesen - 1985 Arven fra Seveso, Instr. Jørgen Flindt Pedersen - 1984 Kalk, Instr. Rumle Hammerich - 1984 Arbejdsmiljøet i forandring - om ny teknologi og kemi - 1984 Peter & Pierre, Instr. Ole Henning Hansen - 1984 Maji betyder Vand, Instr. Simon Plum - 1984 Kan man klippe i vand?, Instr. Lise Roos - 1981 På dybt vand (film) - 1980 Afskum, Instr. Mogens Kløvedal - 1978 Kloden rokker, Instr. John Menzer - 1977 Den industrialiserede gris, Instr. Ebbe Nyvold - 1976 Naturlig energi, Instr. Simon Plum m.fl. TV-film og -serier - 2001 Brødre i ånden (afsnit 1-6), Instr. Gitte Løkkegaard og Anders Østergaard - 1997 Fik du set det du ville? (afsnit 1-5), Instr. Lise Roos - 1995 Frikvarteret (afsnit 1-5) (co-foto), Instr. Lise Roos - 1994 Familien Danmark (afsnit 1-3), Instr. Lise Roos og Thomas Lund - 1989 Mads Lange til Bali (afsnit 1-2), Instr. Lars Keldgaard |